# اندرسن ۲۴۷۶
سیارک ۲۴۷۶ (به انگلیسی: 2476 Andersen، نامگذاری:1976JF2) دو هزار و چهارصد و هفتاد و ششمین سیارک کشف شده‌است که در ۲ مه ۱۹۷۶ کشف شد.
قدر مطلق سیارک برابر ۱۰٫۹۰ است.